# Gnophos blanca
Gnophos blanca är en fjärilsart som beskrevs av Nitsche 1926. Gnophos blanca ingår i släktet Gnophos och familjen mätare. Inga underarter finns listade i Catalogue of Life.